# Agriornis micropterus
El gaucho gris (en Argentina y Paraguay) (Agriornis micropterus), también denominado gaucho pardo (en Argentina), arriero de vientre gris (en Perú), mero de Tarapacá (en Chile), gaucho común (en Bolivia y Argentina) o gaucho patagónico (en Uruguay), es una especie de ave paseriforme de la familia Tyrannidae perteneciente al género Agriornis. Es nativo del centro oeste y sur de América del Sur.

## Distribución y hábitat
Una población (la subespecie andecola) es residente desde el sur de Perú, por el oeste de Bolivia, hasta el norte de Chile y noroeste de Argentina; la población que anida en la Patagonia argentina (la subespecie nominal) migra hacia el norte en los inviernos australes, dispersándose por todo el centro  y norte de Argentina, sur de Bolivia, oeste de Paraguay y sur de Uruguay (donde es muy raro). Es visitante ocasional en el sur de Brasil (Río Grande del Sur).
Esta especie es considerada poco común en sus hábitats naturales: la población norteña en los pastizales de la puna con matorrales y rocas ampliamente dispersos, y la población sureña anida en las estepas arbustivas patagónicas; en altitudes entre 2000 y 4000 m en los Andes pero hasta el nivel del mar en Argentina. Es un papamoscas grande de 25 a 25,5 cm de longitud.

## Sistemática

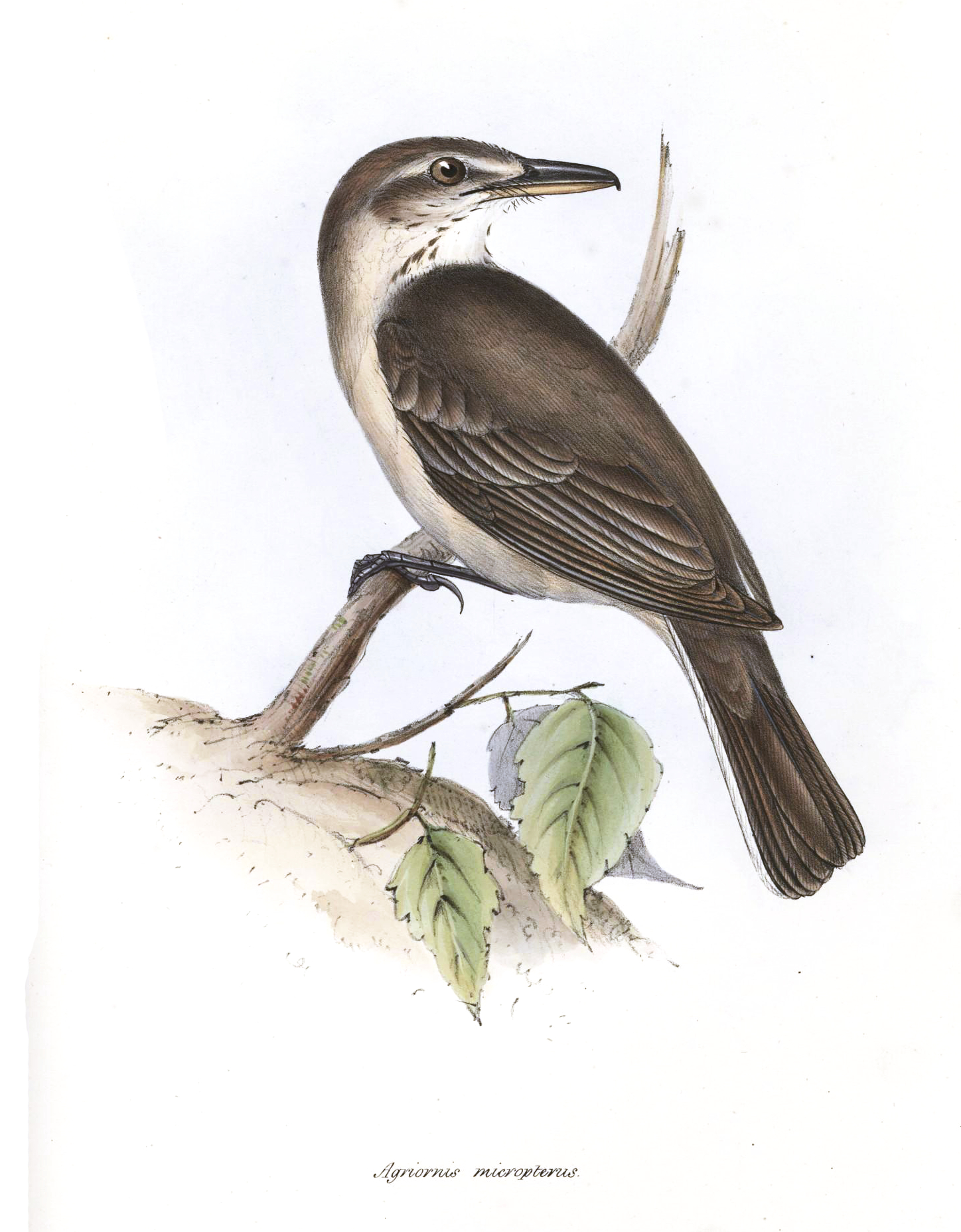
Agriornis microptera, ilustración de John Gould en The zoology of the voyage of H.M.S. Beagle, 1839

### Descripción original
La especie A. micropterus fue descrita por primera vez por el naturalista británico John Gould en 1839 bajo el nombre científico Agriornis microptera; su localidad tipo es: «″Port Desire″ (Puerto Deseado), San Julián, Patagonia, Argentina».

### Etimología
El nombre genérico masculino «Agriornis» se compone de las palabras del griego «agrios» que significa ‘feroz’, ‘bravo’, y «ornis, ornithos» que significa ‘ave’; y el nombre de la especie «micropterus», proviene del griego «mikroptera» que significa ‘de alas pequeñas’.

### Taxonomía
Las diferencias de vocalización, morfológicas y biogeográficas entre las poblaciones norteña residente y la sureña migratoria, podrían revelar, a partir de futuros estudios, que se tratan de dos especies diferentes.

### Subespecies
Según las clasificaciones del Congreso Ornitológico Internacional (IOC) y Clements Checklist/eBird se reconocen dos subespecies, con su correspondiente distribución geográfica:
- Agriornis micropterus andecola (d'Orbigny), 1840 – sur de Perú (Puno), Bolivia (La Paz, Cochabamba, Oruro, Potosí), norte de Chile (Tarapacá) y noroeste de Argentina (Jujuy, Salta, Catamarca, Tucumán).
- Agriornis micropterus micropterus Gould, 1839 – Andes del centro y sur de Argentina (Mendoza, La Pampa y sur de Buenos Aires al sur hasta Santa Cruz); los reproductores sureños migran hasta el sur de Bolivia, suroeste de Paraguay y sur de Uruguay.